# Titia Bergsma
Titia Bergsma (Leeuwarden, 13 februari 1786 - Den Haag, 2 april 1821) was de eerste Europese vrouw die in het voor Europeanen hermetisch afgesloten Japan verbleef. Zij  was getrouwd met Jan Cock Blomhoff die aan het begin van de 19e eeuw belangrijke functies op de Nederlandse handelsnederzetting Decima bij Nagasaki in Japan bekleedde. Zij woonde in 1817 enkele maanden met haar man op Decima. Dit was - na een kortstondig verblijf van de vrouw van dominee Joannes Lindeborn in Hirado op 10 oktober 1636 en van dertig uit Formosa gevluchte Zeeuwse vrouwen in 1665 - het eerste bezoek van een Europese vrouw aan Japan. Haar portret is een grote rol gaan spelen in de Japanse kunst.

## Biografie

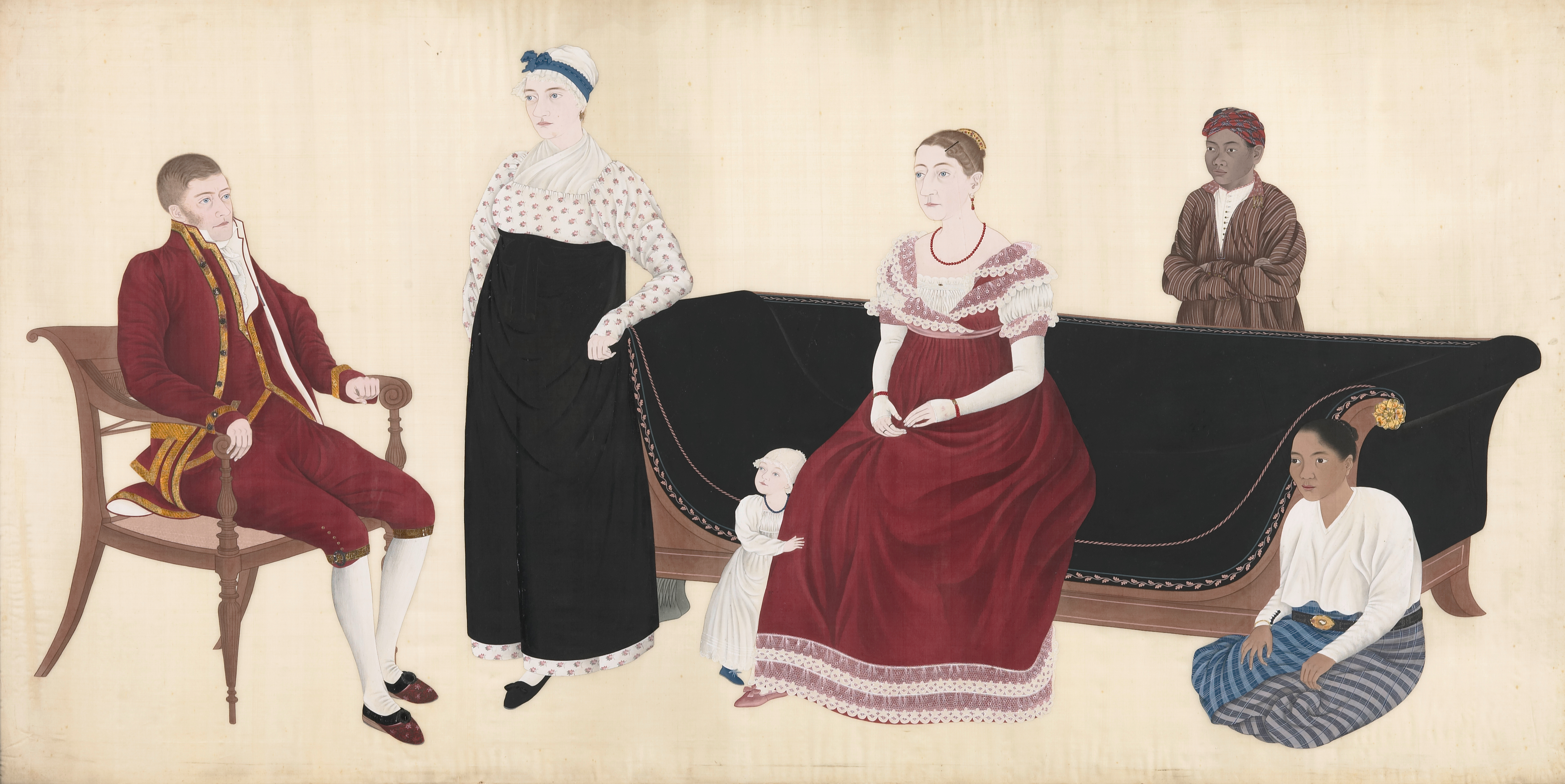
Titia Bergsma (zittend op de bank) met haar gezin (Japanse prent van 1817)

Titia Bergsma was een dochter van mr. E. H. Bergsma, lid van het Hooggerechtshof (tegenwoordig: de Hoge Raad) in Den Haag. Zij trouwde in 1815 Jan Cock Blomhoff die ze enkele jaren eerder al eens had ontmoet. Ze kregen op 6 maart 1816 een zoon, Johannes. Van 1809 tot 1817 was Jan Cock Blomhoff pakhuismeester van de Nederlandse factorij op het schiereiland en hij was inmiddels benoemd tot hoofd van de factorij; hij zou daar Hendrik Doeff opvolgen. Het echtpaar besloot om gezamenlijk de reis naar Japan te maken, met hun kleine zoon en zijn kindermeisje Petronella Muns (ook wel: Petronella Munts). Dit was zeer uitzonderlijk. Op Decima mochten volgens de Sakoku alleen Europese mannen wonen en zij maakten eens per jaar een hofreis naar de Shogun in Edo. Europese vrouwen werden niet toegelaten in Japan en zij mochten niet op Decima verblijven. Alleen in 1665 verbleven korte tijd dertig uit Formosa gevluchte Zeeuwse vrouwen op Decima. Op 14 augustus 1816 vertrokken Cock Blomhoff en Titia Bergsma met Johannes en Petronella Muns van Texel via Indië naar Decima met de 'Vrouwe Agatha'. De reis duurde bijna een jaar.
De gouverneur van Nagasaki verleende de vrouwen op 16 juli 1817 toestemming om aan wal te gaan. De shogun weigerde echter een verblijfsvergunning te verlenen wat betekende dat Titia Bergsma, Johannes en Petronella Muns moesten vertrekken. Een smeekschrift van Titia mocht niet baten. Op 4 december 1817 vertrokken zij naar Nederland. Titia Bergsma stierf in 1821, naar verluidt "van verdriet" en heeft haar man niet weer gezien. Cock Blomhoff bleef zes jaar lang als opperhoofd in Decima en keerde in 1823 terug naar Nederland; hij had een fortuin gemaakt op Decima. Hij stierf op 15 augustus 1853 in Amersfoort.

## Invloed op Japanse kunst en cultuur

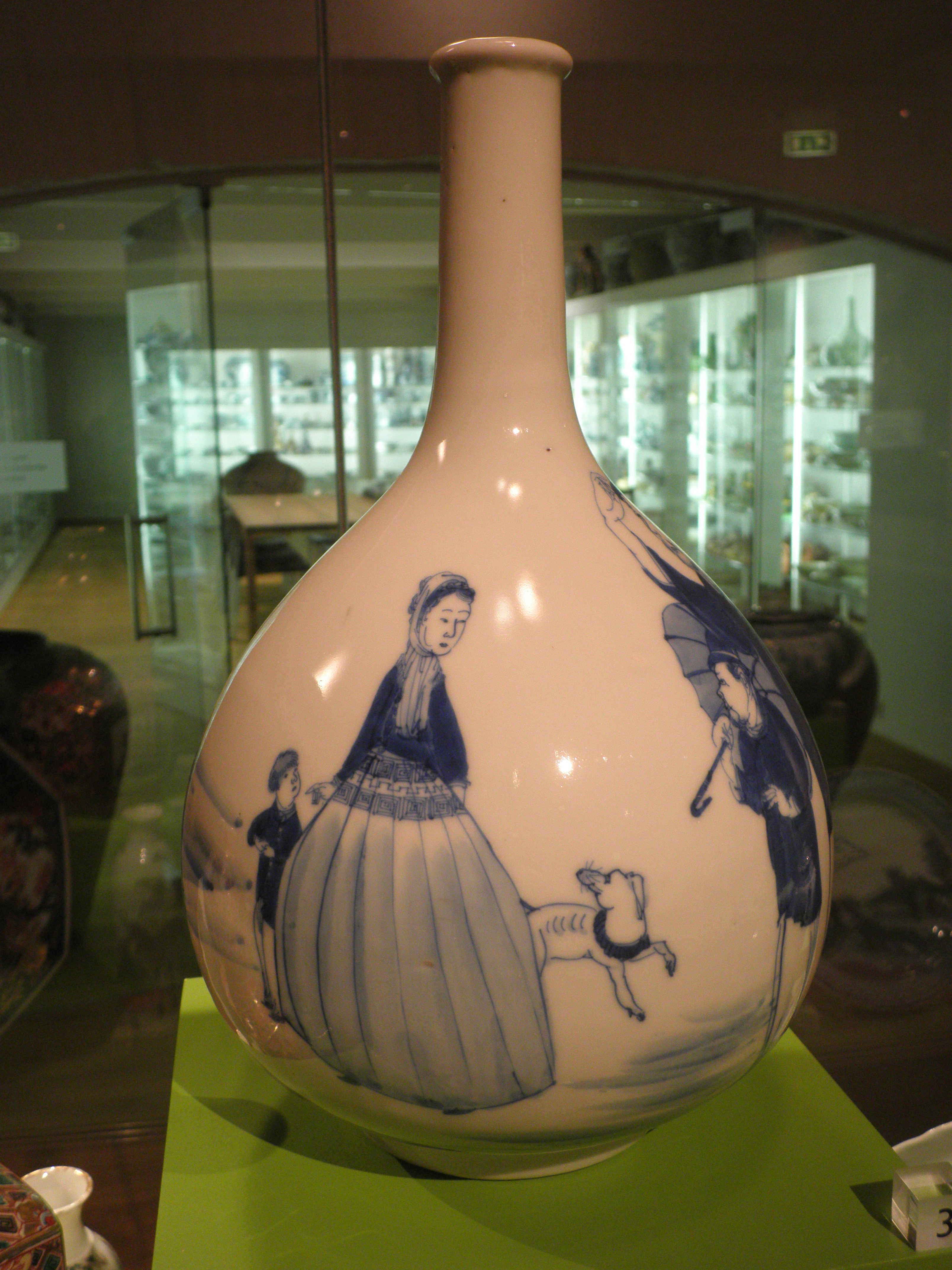
Titia Bergsma en gezin afgebeeld op Japanse vaas

Titia Bergsma en Petronella Muns waren de eerste twee westerse vrouwen die in de 19e eeuw Japan betraden, zij het voor korte tijd. Ze werden veelvuldig geschilderd, meestal met de kleine Johannes.
Titia Bergsma is een rol blijven spelen in de Japanse iconografie en in de Japanse kunst. De Zeeuwse vrouwen die 1665 korte tijd op Decima verbleven hadden veel minder indruk gemaakt. Zij wordt ook heden ten dage nog vaak afgebeeld op kunst- en gebruiksvoorwerpen. Naar schatting is zij sinds 1817 op ongeveer vier miljoen voorwerpen afgebeeld.
Titia is op afbeeldingen herkenbaar aan haar gekrulde haren (zeer opvallend in Japan waar natuurlijk gekruld haar vrijwel niet voorkomt) en haar halssnoer van bloedkoraal. Zoals zo vaak bij portretten van Europeanen lukt het de Japanse schilders en keramisten niet om de Europese ogen, zonder mongolenplooi, af te beelden. Titia heeft op veel afbeeldingen "scheve" ogen, zogeheten amandelogen gekregen. Petronella Muns heeft veel minder indruk op de Japanners nagelaten dan haar meesteres. Desondanks werd de aanwezigheid van Titia en Petronella enorm gewaardeerd door de lokale kunstenaars. Vooral de schilder Kawahara Keiga (川原慶賀) had interesse in de verhalen over de Nederlandse vrouwen. Keiga was een gerenommeerde schilder in Nagasaki en werd gewaardeerd voor zijn unieke en nauwkeurige schilderstijl, het mengen van oosterse en westerse stijlen. Meester Keiga was aangewezen door het hof in Edo om als speciale correspondent-schilder in Deshima te dienen. Historici speculeren dat Keiga en zijn meester Ishizaki Yuushi (石崎融思) een bijzondere schilderrelatie hadden. Yuushi werd aangesteld door het hof in Edo om de Chinesen in Decima visueel te documenteren. Het atelier van meester Yuushi had meer dan 700 volgelingen in Nagasaki. Keiga en Yuushi werden bewonderd door hun schilderijen van westerse vrouwen in Nagasaki.

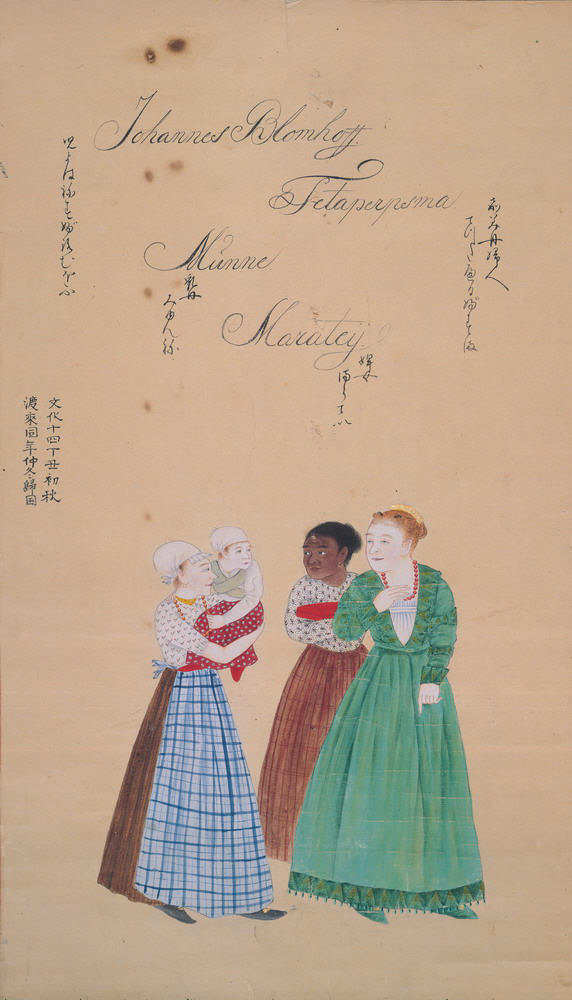
Rolschildering met Titia Cock Blomhoff, de bediende Marateij, het zoontje Johannes Blomhoff en de min Petronella Muns

Er werden meer dan vijfhonderd afbeeldingen en schetsen van de Blomhoffs en Petronella Muns gemaakt. Er waren zelfs erotische schilderijen van Titia Bergsma en Jan Cock Blomhoff in omloop, maar voornamelijk werden Titia's activiteiten belicht. Een voorbeeld hiervan is het onbewerkte schilderij van Ishikawa Moko (石川大浪), waar Titia op een piano speelt, het dienstmeisje Maraty drankjes brengt, Jan de pijp rookt en Petronella de hand van Johannes vasthoudt.
Andere Japanners verspreiden het woord over Titia en Petronella. De vertalers schreven rapporten over de vrouwen voor de overheid in Edo. Volgens de vertalers waren de vrouwen exceptioneel, op een unieke wijze mooi en indrukwekkend. Het had te maken met Petronella's boezems, die meer uitgesproken waren dan die van haar Japanse evenbeelden. Tevens schreven de vertalers over de intieme verhoudingen tussen de Blomhoffs, die hand in hand over het eiland wandelden, terwijl de Japanse vrouwen altijd een paar stappen achter de man wandelden.

## Wetenswaardigheden
- Titia was niet de enige vrouw die Deshima bezocht. In 1829 bezocht Mimi de Villeneuve Japan. Ze mocht echter het schip niet af.